# Araneus yadongensis
Araneus yadongensis este o specie de păianjeni din genul Araneus, familia Araneidae, descrisă de Hu în anul 2001. Conform Catalogue of Life specia Araneus yadongensis nu are subspecii cunoscute.